# Huittinen
Huittinen (Zweeds: Vittis) is een gemeente en stad in de Finse provincie West-Finland en in de Finse regio Satakunta. De gemeente heeft een landoppervlakte van 532,61 km² en telt 9.745 inwoners (2022).

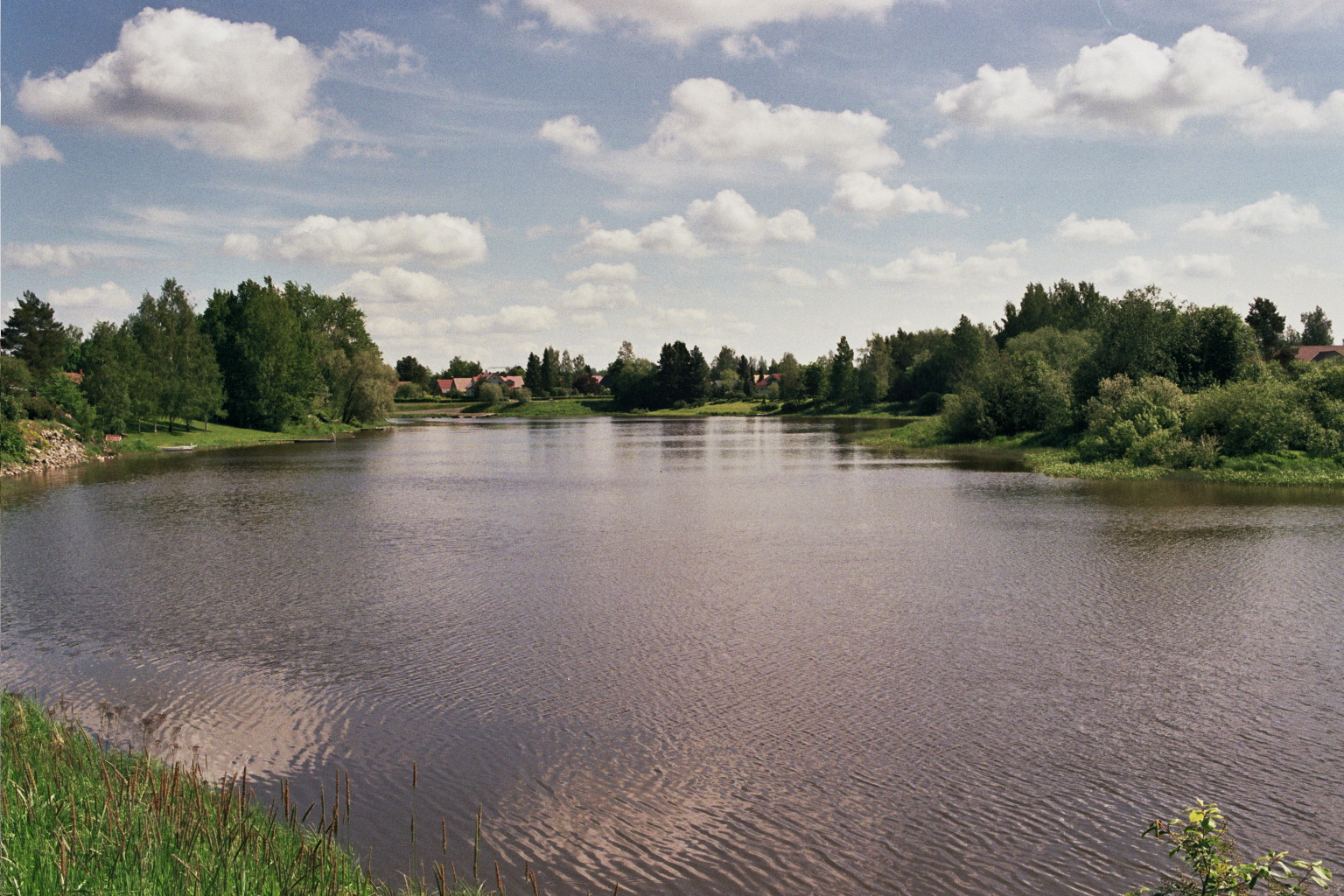
Rivier de Loimijoki in Huittinen
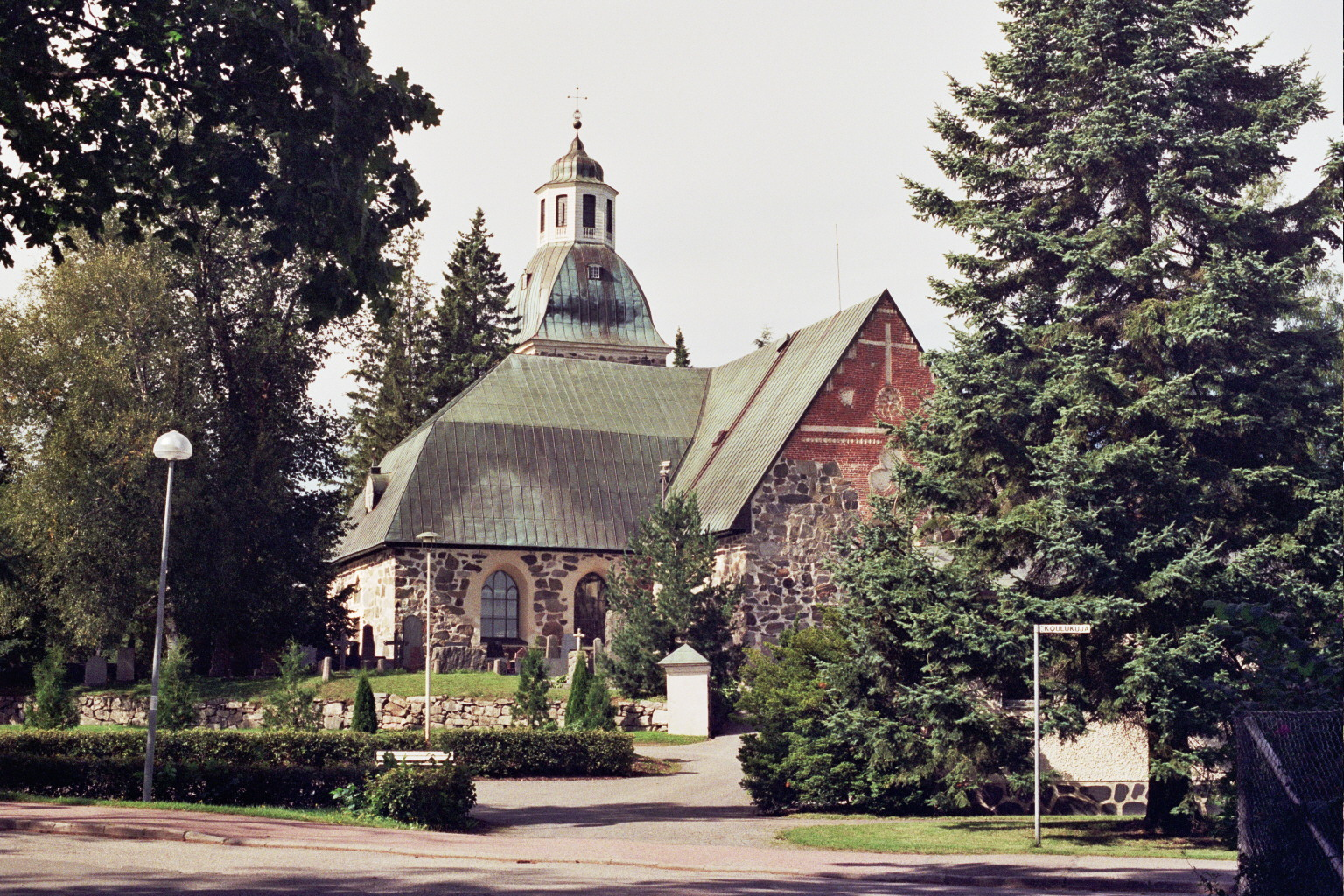
Kerk in Huittinen

## Geboren in Huittinen
- Risto Heikki Ryti (1889), advocaat en politicus (premier en president van Finland)